# 카밀라 스콜리모프스카
카밀라 스콜리모프스카(폴란드어: Kamila Skolimowska, 1982년 11월 4일~2009년 2월 18일)는 폴란드의 육상 선수로 주 종목은 해머던지기이다. 2000년 하계 올림픽 여자 해머던지기 종목에서 금메달을 획득하여 초대 올림픽 여자 해머던지기 우승자, 최연소 올림픽 여자 해머던지기 우승자가 되었다. 2009년에 포르투갈에 폴란드 국가대표 전지 훈련에 참여했다가 현지에서 급사했다.